# Partido de Luján
Luján es uno de los 135 partidos de la provincia argentina de Buenos Aires. Su cabecera es la ciudad homónima, la cual se ubica en la llamada área metropolitana de Buenos Aires (que es algo más amplio que el Gran Buenos Aires). Fundado en 1755, se lo considera como uno de los partidos más antiguos de la provincia constituido como tal.

## Economía
Su zona de influencia es de gran potencial agropecuario y posee industrias alimenticias y manufactureras. Unida a Buenos Aires por autopista rápida y ferrocarril. Históricamente fue una zona rica productora de lino textil. Luján fue siempre un importante centro ganadero desde sus comienzos, quedando esta actividad como principal base de la economía local.
Cuando comenzó a crecer, se convirtió en uno de los centros textiles más importantes de la zona, con industrias muy importantes en esta materia, otro gran paso para la ciudad. No obstante, el agro seguía pesando mucho en la región.
El turismo, es también una fuente de empleo y contribuye así, a las bases locales de la economía. Es centro histórico, religioso, rural, y cultural. El turismo en Luján se basa en la religión, la historia y las estancias, como también en espectáculos culturales importantes a nivel país.

### Clima
Templado y húmedo. Lluvia anual: 1.000 mm
Influencia de la llanura para los vientos cálidos y húmedos del norte y fríos-secos del sur, sin obstáculos, produciendo lluvias abundantes, ideal para el campo y actividades agrarias.
Inviernos fríos a templados y secos, y veranos calurosos y húmedos. Predomina el agradable clima templado.

### Sismicidad
La región responde a la «subfalla del río Paraná», y a la «subfalla del río de la Plata», con sismicidad baja; y su última expresión se produjo el 5 de junio de 1888 (136 años), a las 3.20 UTC-3, con una magnitud aproximadamente de 5,0 en la escala de Richter (terremoto del Río de la Plata de 1888).
La Defensa Civil municipal debe advertir sobre escuchar y obedecer acerca de
- Tormentas severas periódicas
- Baja sismicidad, con silencio sísmico de 136 años

## Ciudad cabecera
Es su centro urbano que se encuentra a orillas del río Luján. Su principal fuente turística y de interés se basa en un centro religioso católico y de peregrinaciones al santuario de la enorme y neogótica basílica de Nuestra Señora de Luján, en donde se encuentra desde el s XVII una célebre estatuilla de la Virgen María a la que se considera milagrosa por lo que anualmente se realizan peregrinaciones para rendir dulía a dicha advocación. Allí, se encuentran industrias de todo tipo, y comercios de los más variados destinos.
Es atravesada por el Río Luján, centro de recreación turística, base de la economía local. También, se encuentran los museos históricos, y sobre todo, la basílica.

## Localidades
- Carlos Keen
- Cortinez
- Jáuregui
- Luján
- Olivera
- Open Door
- Torres
- Lezica y Torrezuri

## Listado de intendentes desde 1983
| Intendente                | Mandato                                                   | Partido                               |
| Rubén Rampazzi            | 10 de diciembre de 1983-10 de diciembre de 1987           | Unión Cívica Radical                  |
| Miguel Ángel Prince       | 10 de diciembre de 1987-14 de enero de 1991 (Destitución) | Partido Justicialista                 |
| Héctor Francisco Felice   | 14 de enero de 1991-10 de diciembre de 1991               | Partido Justicialista                 |
| Silverio Pedro Sallaberry | 10 de diciembre de 1991-10 de diciembre de 1995           | Unión Vecinal de Luján                |
| Miguel Ángel Prince       | 10 de diciembre de 1995-10 de diciembre de 2007           | Partido Justicialista                 |
| Graciela Rosso            | 10 de diciembre de 2007-10 de diciembre de 2011           | Partido Justicialista                 |
| Oscar Luciani             | 10 de diciembre de 2011-10 de diciembre de 2019           | Propuesta Republicana-Cambiemos       |
| Leonardo Boto             | 10 de diciembre de 2019-                                  | Partido Justicialista-Frente de Todos |

## Población
Según los resultados definitivos del censo de 2022 la población del partido alcanza los 111.008 habitantes.
| Censo                                                      | Hab.    | Increm. (%) |
| ---------------------------------------------------------- | ------- | ----------- |
| 1869                                                       | 10.256  | -           |
| 1895                                                       | 12.416  | 21,06 (%)   |
| 1914                                                       | 20.813  | 67,63 (%)   |
| 1947                                                       | 38.183  | 83,45 (%)   |
| 1960                                                       | 51.197  | 34,08 (%)   |
| 1970                                                       | 58.909  | 15,06 (%)   |
| 1980                                                       | 68.689  | 16,60 (%)   |
| 1991                                                       | 80.645  | 17,40 (%)   |
| 2001                                                       | 93.992  | 16,55 (%)   |
| 2010                                                       | 106.894 | 13,72 (%)   |
| 2022                                                       | 111.008 | 4,5 (%)     |
| Fuente: Instituto Nacional de Estadísticas y Censos, INDEC |         |             |